# Rittergut Kleefeld (Hannover)
Das Rittergut Kleefeld vor Hannover war ein Rittergut auf dem Gebiet des später hannoverschen Stadtteils Kleefeld.

## Geschichte
Ursprünglich war das „Kleefeld“ ein rund 700 Morgen großes Weideland außerhalb der mittelalterlichen Stadtbefestigung Hannovers und speziell weit vor dem Aegidientor und noch vor der im Jahr 1387 erstmals genannten „landwer twischen Middesborch unde honover“, die die Hannoveraner mit dem Bau des Pferdeturms gesichert hatten. Zur Zeit des Kurfürstentums Hannover stritten die Residenzstadt Hannover, das zum Amt Coldingen gehörende Dorf Kirchrode und das zum Amt Langenhagen gehörende Groß-Buchholz über die Hude- und Weiderechte im östlich der Eilenriede gelegenen Roderbruch. Durch Aufteilung der Feldmark unter den Gemeinden wurde der Streit im Jahr 1776 beigelegt; die Stadt Hannover erhielt nun 604 Morgen des Feuchtgebietes, in dessen Nähe bald auch die Quelle des Heiligers Brunnen entdeckt wurde. Zur Bewirtschaftung des „Kleefeldes“, das sich vom Pferdeturm bis zum Nackenberg erstreckte, richtete der Magistrat der Stadt Hannover dann drei Meierhöfe als „Erbzinshöfe ein, von den der östlich der [späteren] Ebellstraße gelegene Wittesche Hof (heute hier die Schillerschule) 1859 Rittergut wurde.“
Hintergrund waren die Bauernbefreiung und die Agrarreformen im Königreich Hannover, durch die die Bauern zu Eigentümern ihrer Ländereien geworden waren. So konnte der vormalige Eigentümer des Meierhofes diesen am 1. Oktober 1855 für 34.000 Talern in Gold an die Stadt Hannover verkaufen. Nun übertrug die Stadt Hannover ihr Stimmrecht in der Calenberger Ritterschaft auf den ehemaligen Meierhof, der so 1859 zum stimmberechtigten Rittergut geworden war und mit den beiden anderen Höfen und einer 1714 eingerichteten und 1904 eingerichteten „Stadtziegelei“ bis weit in das 19. Jahrhundert die einzige Bebauung des späteren Stadtteils Kleefeld war.

## Das Rittergut des Hugo Ebell
1891 verpachtete Hannover ihr Rittergut an Hugo Ebell, der auf dem Rittergut Kleefeld von seinem Herrenhaus aus die „Spargelplantage H. Ebell“ betrieb, wie ein aufwändig gestalteter Briefkopf mit einem Stich des Gutes und seiner Umgebung aus der Zeit um 1900 illustrierte. Der erfolgreiche Unternehmer, der mehrfach Goldene Medaillen für seinen Spargel erhielt, baute daneben auch Bohnen, Erdbeeren und Rhabarber an sowie Keime von Maiglöckchen zum Weiterverkauf für den Einzelhandel an, während Spargel und Erdbeeren bei guter Ernte mitunter auch an die Konservenfabrik Hannover-Kirchrode geliefert wurde. Auf den Ebellschen Feldern arbeiteten seinerzeit sogenannte „Fremdarbeiter“, vor allem aus Polen und Galizien. Zur Zeit des Ersten Weltkrieges mussten 1915 auch Kriegsgefangene aus Russland Zwangsarbeit auf dem Rittergut verrichten.
Zur Person des Hugo Ebell sind darüber hinaus auch sogenannte Treffen auf Herrenabende mit hochgestellten Persönlichkeiten der hannoverschen Gesellschaft überliefert, wie etwa mit Stadtdirektor Heinrich Tramm, aber auch die regelmäßige Teilnahme an Treibjagden auf Hasen, Rebhühner und Fasane.
Zur Zeit der Weimarer Republik wurde das Rittergut Kleefeld 1929 aufgelöst, nachdem die Stadt Hannover schon 1927 einen Architektenwettbewerb für das rund 300.000 Quadratmeter große Gelände ausgelobt hatte, um zwischen der Kirchröder Straße und der Eisenbahnlinie die Gartenstadt Kleefeld für den „bessergestellten Mittelstand“ zu errichten. Trotz der dann großflächigen Bebauung dieser „Gartenstadt“ haben sich von dem Rittergut Kleefeld bis heute rund um den 1961 errichteten Neubau der Schillerschule vor allem ein alter Kastanienbaum sowie ein kleines Wäldchen als Teil der ehemaligen Parkanlage des Rittergutes erhalten.